# Miltochrista pretiosa
Miltochrista pretiosa là một loài bướm đêm thuộc phân họ Arctiinae, họ Erebidae.